# Дисперсія швидкості
Дисперсія швидкості (σ) в астрономії — це статистичний розкид швидкості об'єктів у групі (такій, як розсіяне зоряне скупчення, кулясте зоряне скупчення, галактика, скупчення або надскупчення галактик) навколо середнього значення швидкості. Шляхом вимірювання променевої швидкості об'єктів у групі можна оцінити дисперсію швидкості й на основі неї обчислити масу такої групи, застосувавши теорему віріалу. Променеву швидкість можна визначити за доплерівським зміщенням спектральних ліній.  «Центральна дисперсія швидкості»[невідомий термін] стосується дисперсії на центральній ділянці протяжного об'єкта, такого як скупчення або галактика[джерело?].
Співвідношення між дисперсією швидкості й масою речовини (або електромагнітним випромінюванням речовини) можна подати в різній формі, залежно від типу спостережуваних об'єктів. Для речовини, що обертається навколо чорної діри, справедливе співвідношення M-σ, для еліптичних галактик — співвідношення Фабер — Джексона, для спіральних галактик — залежність Таллі — Фішера. Наприклад, дисперсія швидкості об'єктів, що обертаються навколо надмасивної чорної діри в центрі Чумацького Шляху, становить 75 км/с. Для центральної ділянки Туманності Андромеди, що містить чорну діру, яка вдесятеро масивніша чорної діри в центрі Чумацького Шляху, дисперсія швидкості становить приблизно 160 км/с.
Групи й скупчення галактик мають ширший діапазон дисперсії швидкості, порівняно з меншими системами об'єктів. Дисперсія швидкості в Місцевій групі становить σ = 61±8 км/с. Більше скупчення Волосся Вероніки має дисперсію σ ≈ 1000 км/с. Карликові еліптичні галактики в цьому скупченні мають внутрішню дисперсію швидкості зір, яка зазвичай не перевищує 80 км/с. Звичайні еліптичні галактики в середньому мають дисперсію швидкості σ ≈ 200 км/с.
Для спіральних галактик збільшення дисперсії швидкості зір першого типу населення є поступовим процесом, що відбувається, імовірно, внаслідок випадкових обмінів імпульсу, відомих як динамічне тертя, між окремими зорями та великими ділянками міжзоряного газу і пилу з масою більше {\displaystyle 10^{5}M_{\odot }}. Спостережувані плазом галактики мають дисперсію швидкості близько 90 км/с, видимі з ребра — дещо більшу.

## Примітка
1. ↑  Collins Dictionary of Astronomy, 2nd Ed.; Harper Collins Publishers; 2000; pp.444,449
2. 1 2  Gebhardt, Karl; Bender, Ralf; Bower, Gary; Dressler, Alan; Faber, S. M.; Filippenko, Alexei V.; Green, Richard; Grillmair, Carl; Ho, Luis C.; Kormendy, John; Lauer, Tod R.; Magorrian, John; Pinkney, Jason; Richstone, Douglas; Tremaine, Scott. A Relationship between Nuclear Black Hole Mass and Galaxy Velocity Dispersion // The Astrophysical Journal : journal. — Chicago, Illinois, USA : The University of Chicago Press, 2000. — Vol. 539, no. 1 (6). — P. L13—L16. — arXiv:astro-ph/0006289. — Bibcode:2000ApJ...539L..13G. — DOI:10.1086/312840. Процитовано 2010-03-10.
3. ↑  van den Bergh, Sidney. The local group of galaxies // The Astronomy and Astrophysics Review[en] : journal. — Springer, 1999. — Vol. 9, no. 3—4 (27 February). — P. 273—318 (1999). — Bibcode:1999A&ARv…9..273V. — DOI:10.1007/s001590050019. Архівовано з джерела 9 серпня 2018. Процитовано 2012-03-10.
4. ↑  Struble, Mitchell F.; Rood, Herbert J. A Compilation of Redshifts and Velocity Dispersions for ACO Clusters // The Astrophysical Journal : journal. — Chicago, Illinois, USA : The University of Chicago Press, 1999. — Vol. 125, no. 1 (11). — P. 35—71. — Bibcode:1999ApJS..125...35S. — DOI:10.1086/313274. Процитовано 2012-03-10.
5. ↑  Kourkchi, E.; Khosroshahi, H. G.; Carter, D.; Karick, A. M.; Mármol-Queraltó, E.; Chiboucas, K.; Tully, R. B.; Mobasher, B.; Guzmán, R.; Matković, A.; Gruel, N. Dwarf galaxies in the Coma cluster – I. Velocity dispersion measurements // Monthly Notices of the Royal Astronomical Society : journal. — Wiley Online Library, 2012. — Vol. 420, no. 4 (3). — P. 2819—2834. — arXiv:1110.2649. — Bibcode:2012MNRAS.420.2819K. — DOI:10.1111/j.1365-2966.2011.19899.x.
6. ↑  Forbes, Duncan A.; Ponman, Trevor J. On the relationship between age and dynamics in elliptical galaxies // Monthly Notices of the Royal Astronomical Society : journal. — Oxford University Press, 1999. — Vol. 309, no. 3 (11). — P. 623—628. — arXiv:astro-ph/9906368. — Bibcode:1999MNRAS.309..623F. — DOI:10.1046/j.1365-8711.1999.02868.x. Архівовано з джерела 31 серпня 2021. Процитовано 2012-03-10.
7. ↑  Spitzer, Lyman Jr.; Schwarzschild, Martin. The Possible Influence of Interstellar Clouds on Stellar Velocities. II // The Astrophysical Journal : journal. — IOP Publishing, 1953. — Vol. 118 (7). — P. 106. — Bibcode:1953ApJ...118..106S. — DOI:10.1086/145730. Архівовано з джерела 31 серпня 2021. Процитовано 2012-03-10.
8. ↑  Bershady, Matthew A.; Martinsson, Thomas P. K.; Verheijen, Marc A. W.; Westfall, Kyle B.; Andersen, David R.; Swaters, Rob A. Galaxy Disks are Submaximal // The Astrophysical Journal : journal. — IOP Publishing, 2011. — Vol. 739, no. 2 (10). — P. L47. — arXiv:1108.4314. — Bibcode:2011ApJ...739L..47B. — DOI:10.1088/2041-8205/739/2/L47.